# Giallo citrino
Il giallo citrino è una gradazione di giallo. Il termine "citrino" deriva dal latino citrus (in greco κίτρινος), nome che indica gli alberi di cedro (Citrus medica) dai frutti giallognoli.
Il colore si ritrova anche come riferimento per un tipo di cristallo di quarzo, il quarzo citrino, che assume la tipica tonalità giallo-brunastro per via di impurezze di ferro trivalente.
Per tingere i tessuti di questa tonalità nel XIX secolo era previsto l'uso di Serratula tinctoria o allume.
In medicina, è il colore dell'urina concentrata e del versamento pleurico.

## Galleria d'immagini

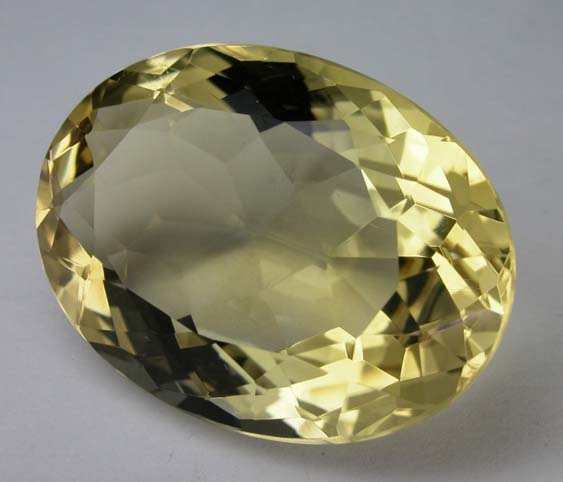
Quarzo citrino
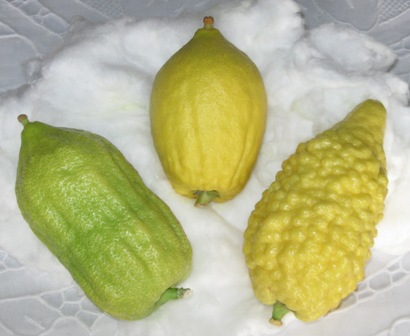
Cedro